# 藍村
藍村（あいむら）は、兵庫県有馬郡に存在した村。廃止当時、日本の市町村名を五十音順に並べた時最初に来る村であった。

## 歴史
- 1889年（明治22年）4月1日 - 町村制施行に伴い有馬郡藍村が成立。
- 1956年（明治31年）3月31日 - 本庄村と合併して相野町となり消滅。

## 概要
藍村は住吉（忍壁上郷）に属し、大川瀬地区を除く他の地区は藍上に、大川瀬地区は大川瀬庄に属し、古くから旧丹波国・播磨国に接するため、該地方への交通が頻繁で、早くから開けてきた土地であるといわれる。1889年の村制施行にあたり旧庄名をとって村名とした。

## 地区
- 藍本
- 西相野
- 上相野
- 下相野
- 大川瀬